# 聖布埃納文圖拉區 (馬拉尼翁省)
聖布埃納文圖拉區（西班牙語：Distrito de San Buenaventura），是秘魯的一個區，位於該國中部瓦努科大區的馬拉尼翁省，始建於1955年10月31日，面積86.5平方公里，海拔高度3,200米，2005年人口2,185，人口密度每平方公里25人。